# Decksandrumsandrockandroll
| Recensione           | Giudizio |
| -------------------- | -------- |
| AllMusic             | [ 1 ]    |
| The Austin Chronicle | [ 2 ]    |
| Entertainment Weekly | A−       |
| The Guardian         | [ 4 ]    |
| Los Angeles Times    | [ 5 ]    |
| Muzik                | 10/10    |
| NME                  | 5/10     |
| Pitchfork            | 7.9/10   |
| Rolling Stone        | [ 9 ]    |
| Spin                 | 7/10     |

Decksandrumsandrockandroll è il primo album in studio del gruppo musicale inglese Propellerheads, pubblicato il 26 gennaio 1998 in Inghilterra dalla Wall of Sound. Negli Stati Uniti, è stato pubblicato successivamente dalla DreamWorks Records con una lista di brani differente.
L'album venne prodotto da Alex Gifford e Will White e dagli stessi Propellerheads, e fu registrato da Chris Lawson.
Al momento della sua uscita, l'album ha raggiunto la posizione 6 nella classifica degli album del Regno Unito, e il numero 100 nella classifica Billboard 200. È stato nominato per il Mercury Music Prize nel 1998.  Nel 1999, arriva a vendere 200 000 copie.

## Tracce

### Edizione Originale
Testi e musiche di Alex Gifford, tranne quelle indicate diversamente.
1. Take California – 7:23
2. Echo and Bounce – 5:29
3. Velvet Pants – 5:49
4. Better? – 2:05 (Will White)
5. Oh Yeah? – 5:28
6. History Repeating (featuring Shirley Bassey) – 4:05
7. Winning Style – 6:00
8. Bang On! – 5:57
9. A Number of Microphones – 0:48 (White)
10. On Her Majesty's Secret Service – 9:23 (John Barry)
11. Bigger? – 2:22
12. Cominagetcha – 7:07
13. Spybreak! – 7:00

Durata totale: 68:56

### Edizione Giapponese (Disco Bonus)
1. You Want It Back (featuring Jungle Brothers) – 6:01 (Jungle Brothers, Gifford)
2. 360° (Oh Yeah) (featuring De La Soul) – 4:29 (De La Soul, Gifford)
3. Go Faster – 6:12
4. Ron's Theory – 6:38
5. Dive! – 7:04

Durata totale: 30:24

### Edizione Americana
1. Take California – 7:21
2. Velvet Pants – 5:46
3. Better? – 2:03 (Will White)
4. 360° (Oh Yeah?) (featuring De La Soul) – 4:27 (De La Soul, Gifford)
5. History Repeating (featuring Shirley Bassey) – 4:02
6. Winning Style – 5:58
7. Bang On! – 5:44
8. A Number of Microphones – 0:45 (White)
9. On Her Majesty's Secret Service – 9:20 (John Barry)
10. Bigger? – 2:20
11. Cominagetcha – 7:02
12. Spybreak! – 6:58
13. You Want It Back (featuring Jungle Brothers) – 5:59 (Jungle Brothers, Gifford)

Durata totale: 67:45

### Edizione del 20º anniversario (Disco Bonus)
1. Dive – 7:05
2. Ron's Theory – 6:39
3. Lethal Cut – 7:27
4. Go Faster – 6:10
5. Big Dog – 5:43
6. Clang – 5:27
7. Bring Us Together – 6:32
8. History Repeating (Ankle Length Mix) (featuring Shirley Bassey) – 5:49
9. History Repeating (Hip Length Mix) (featuring Shirley Bassey) – 4:14
10. Props Vote of Gratitude – 5:07
11. 360° (Oh Yeah) (featuring De La Soul) – 4:27
12. You Want It Back (featuring Jungle Brothers) – 5:59
13. Crash! – 6:57

## Formazione
Di seguito sono elencati i musicisti che hanno partecipato al disco e il personale che ha collaborato alla sua realizzazione:
Propellerheads
- Alex Gifford – produzione, programmazione
- Will White – batteria

Altri musicisti
- Shirley Bassey – voce in "History Repeating"
- David Arnold   – arrangiamento orchestrale in "On Her Majesty's Secret Service"
- Chris Lawson – chitarra in "History Repeating", "Bang On!" and "Cominagetcha"
- Mike Thomas – chitarra in "Bigger?"
- De La Soul – voce in "360° (Oh Yeah?)"
- Jungle Brothers – voce in "You Want It Back"

Addetti alla produzione
- Mike Marsh – masterizzazione
- Prince – ingegnere del suono
- Dave Trump – assistente all'ingegnerie del suono
- Blue Source – direttore artistico
- Lee Strickland – fotografo

## Classifiche
| Classifica                                                 | Posizione massima |
| ---------------------------------------------------------- | ----------------- |
| Album australiani ( ARIA )                                 | 13                |
| Album austriaci ( Ö3 Austria )                             | 23                |
| Album olandesi (Album Top 100)                             | 29                |
| Album finlandesi ( Suomen virallinen lista )               | 36                |
| Album francesi (SNEP)                                      | 20                |
| Album tedeschi (Offizielle Top 100)                        | 26                |
| Album della Nuova Zelanda ( The Official NZ Music Charts ) | 11                |
| Album norvegesi ( VG-lista )                               | 30                |
| Album svedesi ( Sverigetopplistan )                        | 60                |
| Album del Regno Unito (OCC)                                | 6                 |
| Billboard 200 degli Stati Uniti                            | 100               |